# Saskia Schirmer
Saskia Schirmer (18 dicembre 2003) è una slittinista tedesca, campionessa del mondo nella gara a squadre ad Altenberg 2024.

## Biografia

### Carriera sportiva

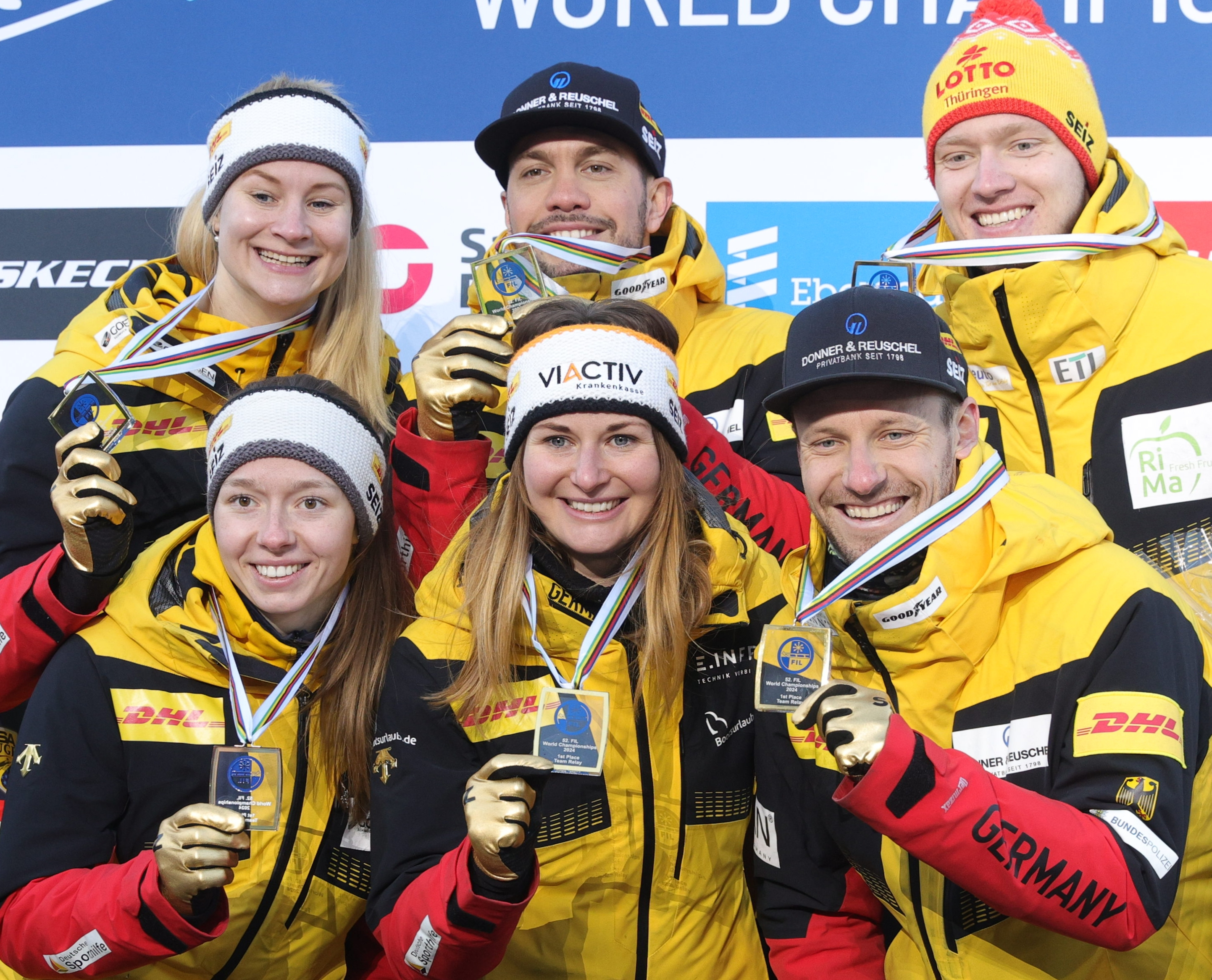
Schirmer (in basso a sinistra) sul podio della prova a squadre ai mondiali di Altenberg 2024.

Fece la sua prima esperienza su una slitta nel 2012 ed iniziò a gareggiare per la nazionale tedesca nella categoria giovani nel 2019 nella specialità del doppio femminile in coppia con Anka Jänicke, disciplina quest'ultima introdotta proprio in quella stessa stagione e prevista solo per questa classe di età a seguito dell'inclusione della gara nel programma delle Olimpiadi giovanili, prendendo parte alle ultime tre tappe della Coppa del Mondo di categoria 2018/19 terminata al quinto posto, grazie anche alla vittoria ottenuta sulla pista di Sankt Moritz.
Nelle successive quattro annate non riuscì a garantirsi un posto nella squadra tedesca, partecipando unicamente a competizioni nazionali; con l'inserimento del doppio femminile nel programma delle Olimpiadi di Milano Cortina 2026, dalla stagione 2023/24 fece il suo debutto nella categoria assoluta nel doppio in coppia con Dajana Eitberger, che aveva nel frattempo abbandonato l'attività nel singolo con l'intenzione di prendere parte ai Giochi olimpici nella specialità biposto, e già nella tappa di esordio della Coppa del Mondo, disputata l'8 dicembre 2023 a Lake Placid, conquistò il suo primo podio giungendo seconda nel doppio. Con ulteriori otto podi conseguiti in stagione, compresa la vittoria ad Oberhof del 17 febbraio 2024, si piazzò al terzo posto della graduatoria generale; nella stessa annata finì quinta ai campionati europei di Innsbruck 2024 e vinse la medaglia d'oro in quelli mondiali nella gara a squadre ad Altenberg 2024, dove colse inoltre la sesta posizione nella prova classica e la quinta in quella sprint. 
Nonostante i buoni risultati ottenuti, ma con l'intento colmare il divario atletico patito in fase di spinta, che le aveva viste costantemente in ritardo di sei decimi dalle coppie migliori del circuito, dalla stagione seguente Dajana Eitberger decise di chiudere il sodalizio con la Schirmer e di formare un nuovo duo insieme a Magdalena Matschina, e pertanto non prese parte ad alcuna competizione internazionale per quell'annata.

## Palmarès

### Mondiali
- 1 medaglia:
  - 1 oro (gara a squadre ad Altenberg 2024).

### Coppa del Mondo
- Miglior piazzamento in classifica generale di Coppa del Mondo nel doppio: 3ª nel 2023/24.
- 9 podi (6 nel doppio, 3 nel doppio sprint):
  - 1 vittoria (nel doppio);
  - 4 secondi posti (3 nel doppio, 1 nel doppio sprint);
  - 4 terzi posti (2 nel doppio, 2 nel doppio sprint).

#### Coppa del Mondo - vittorie
| Data             | Luogo   | Paese    | Disciplina                  |
| ---------------- | ------- | -------- | --------------------------- |
| 17 febbraio 2024 | Oberhof | Germania | Doppio con Dajana Eitberger |

### Coppa del Mondo giovani
- Miglior piazzamento in classifica di Coppa del Mondo giovani nel doppio: 5ª nel 2018/19.

### Campionati tedeschi
- 2 medaglie:
  - 2 bronzi (doppio, gara a squadre ad Altenberg 2024).